# ساموئل الن
ساموئل الن (انگلیسی: Samuel Allen؛ زادهٔ ۱۹۵۳) کارآفرین و مدیر اجرایی آمریکایی است، که هم‌اکنون به‌عنوان رئیس هیئت مدیره شرکت جان دیر و عضو هیئت مدیره شرکت ویرلپول فعالیت می‌کند.